# Losing My Religion
"Losing My Religion" là một ca khúc của ban nhạc Alternative rock Mỹ R.E.M.. Bài hát là đĩa đơn đầu tiên được phát hành từ album của nhóm năm 1991 Out of Time. Được xây dựng với đoạn riff mandolin, "Losing My Religion" là một hit hoàn toàn khác biệt cho nhóm nhạc, được phát rộng rãi trên radio cũng như trên MTV với những đánh giá cao về video âm nhạc của bài hát. Ca khúc trở thành sản phẩm xếp hạng cao nhất của R.E.M. tại Mỹ với vị trí số 4 trên Billboard Hot 100, góp phần giúp ban nhạc thêm nổi tiếng. "Losing My Religion" nhận được rất nhiều đề cử Grammy, và giành 2 giải Trình diễn Song ca/Nhóm nhạc giọng pop xuất sắc nhất và Video âm nhạc xuất sắc nhất.